# Narodowa Partia Robotnicza-Lewica
Narodowa Partia Robotnicza – Lewica (NPR-Lewica) – polskie ugrupowanie polityczne utworzone 3 października 1926 przez działaczy NPR, popierających przewrót majowy. 3 kwietnia 1932 przekształciło się na zjeździe w Poznaniu w Narodowe Stronnictwo Pracy.